# Фудбалска репрезентација Југославије 1929.
Фудбалска репрезентација Југославије је 1929. године одиграла пет утакмица, од тога три пријатељске два пута против Чехословачке и једном Француске и две против Румуније у традиционалном Купу пријатељских земаља и новом Балканском купу. 
Биланс је био по две победе и пораза а један сусрет је завршио нерешено са гол-разликом која је била позитивна за један гол, што је први пут у протеклих десет сезона да репрезентација заврши сезону позитивно.
У репрезентацији је играо 21 фудбалер од којих су седморица били дебитанти.

## Резултати
| #   | Датум  | Противник    | Резултат  | Стрелци | Стадион, Место            | Глед.  | Судија                     | Састав | Врста | Извор          |
| --- | ------ | ------------ | --------- | --- | ------------------------- | ------ | -------------------------- | --- | ----- | -------------- |
| 28. | 10.05. | Румунија     | 3:2 (2:1) | 0:1 14' 0:2 29', 1:2 Павелић 33', 2:2 Хитрец 47'3:2 Лемешић 56'                                               | ОНЕФ Букурешт             | 12.000 | Еуген Браун Аустрија       | Михалчић (Гра. 8/0), Ивковић (Југ. 15/0), Белеслин (БСК 3/1), Арсенијевић (БСК 10/0), Премерл (ХАШК 13/0), Кунст (ХАШК 3/0), Марјановић (БСК 8/2, Хитрец (ХАШК 1/1), Лемешић (Хајдук 1/1), Павелић (Кон. 2/1)), Гилер (Гра. 9/3) Селектор:Др. Анте Пандаковић (14)                      | КПЗ   | [ мртва веза ] |
| 29. | 19.05. | Француска    | 3:1 (2:1) | 1:0 Хитрец 18' 2:0 Лајнерт 38', 1:2 33', 3:1 Марјановић 73'                                                   | Олимпијски стадион Коломб | 15.000 | Paul Rouff Швајцарска      | Михалчић (Гра. 9/0), Ивковић (Југ. 16/0), Белеслин (БСК 4/1), Арсенијевић (БСК 11/0), Феранте (Соко 1/0), Кунст (ХАШК 4/0), Марјановић (БСК 9/4, Хитрец (ХАШК 2/2), Лајнерт (ХАШК 2/1), Хорват (САНД 1/0)), Гилер (Гра. 10/3) (Павелић (Кон. 24' 3/1) Селектор:Др. Анте Пандаковић (15) | ПУ    | [ мртва веза ] |
| 30. | 28.06. | Чехословачка | 3:3 (2:2) | 0:1 Силни 29' 1:1Хитрец 36', 1:2 Силни 42', 2:2 Марјановић 43' 3:2Марјановић 53', 3:3 А. Хојер 68'            | Стадион Конкордије Загреб | 8.000  | Ханс Франкенштајн Аустрија | Михалчић (Гра. 10/0), Ивковић (Југ. 17/0), Белеслин (БСК 5/1), Арсенијевић (БСК 12/0), Премерл (ХАШК 14/0), Кунст (ХАШК 5/0), Марјановић (БСК 10/6, Хитрец (ХАШК 3/3), Лајнерт (ХАШК 3/1), А. Боначић (Хај. 5/1)), Павелић (Кон. 24' 4/1) Селектор:Др. Анте Пандаковић (16)             | ПУ    | [ мртва веза ] |
| 31. | 6.10.  | Румунија     | 1:2 (0:2) | 0:1 Сепи 21' 0:2, 26', 1:2 Марјановић 58'                                                                     | Стадион ОНЕФ Букурешт     | 15.000 | Georgi Grigorov Бугарска   | Михалчић (Гра. 11/0), Ивковић (Југ. 18/0), Петровић (Југ. 2/0), Арсенијевић (БСК 13/0), Криж (ХАШК 2/0), Ђорђевић (БСК 4/0), Тирнанић (БСК 1/0)Марјановић (БСК 11/7, Лајнерт (ХАШК 4/1), Вујадиновић (БСК 1/0)), Хрњичек (Југ. 1/0) Селектор:Др. Анте Пандаковић (17)                   | БК    | [ мртва веза ] |
| 32. | 28.10. | Чехословачка | 3:4 (0:2) | 0:1 3' 0:2 Силни 10', 1:2 Хитрец (ХАШК 48', 1:3 Таут 69' 1:4 Силни 77', 2:4 Лајнерт 82', 3:4 Хитрец (ХАШК 84' | Стадион ФК Славије Праг   | 10.000 | Емил Гебел Аустрија        | Михалчић (Гра. 12/0), Ивковић (Југ. 19/0), Белеслин (БСК 6/1), Арсенијевић (БСК 14/0), Премерл (ХАШК 15/0), Кунст (ХАШК 6/0), Марјановић (БСК 12/7), Хитрец (ХАШК 4/5), Лајнерт (ХАШК 5/2), А. Боначић (Хај. 6/1)), Хрњичек (Југ. 1/0) Селектор:Др. Анте Пандаковић (18)                | ПУ    | [ мртва веза ] |

### Биланс репрезентације у 1929 год
| Година | Играла | Добила | Нерешила | Игубила | Голова дала | Голова примила | Гол-разлика |
| ------ | ------ | ------ | -------- | ------- | ----------- | -------------- | ----------- |
| 1929   | 5      | 2      | 1        | 2       | 13          | 12             | +1          |

### Укупан биланс репрезентације 1920 — 1929 год
| Година  | Играла | Добила | Нерешила | Игубила | Голова дала | Голова примила | Гол-разлика |
| ------- | ------ | ------ | -------- | ------- | ----------- | -------------- | ----------- |
| 1929    | 5      | 2      | 1        | 2       | 13          | 12             | +1          |
| 1920-29 | 27     | 8      | 2        | 17      | 43          | 87             | -44         |
| Укупно  | 32     | 10     | 3        | 19      | 56          | 99             | -43         |

### Играли 1929
| ред. бр | Име                    | Клуб        | Играо 1929. | Укупно играо | Голови 1929. | Укупно голова |
| ------- | ---------------------- | ----------- | ----------- | ------------ | ------------ | ------------- |
| 1.      | Милутин Ивковић        | Југославија | 5           | 19           | 0            | 0             |
| 1.      | Милорад Арсенијевић    | БСК         | 5           | 14           | 0            | 0             |
| 1.      | Благоје Марјановић     | БСК         | 5           | 12           | 4            | 7             |
| 1.      | Максимилијан Михалчић  | Грађански   | 5           | 12           | 0            | 0             |
| 5.      | Владимир Лајнерт       | ХАШК        | 4           | 5            | 2            | 2             |
| 5.      | Милош Белеслин         | БСК         | 4           | 6            | 0            | 1             |
| 5.      | Бранко Кунст           | ХАШК        | 4           | 6            | 0            | 0             |
| 5.      | Иван Хитрец            | ХАШК        | 4           | 4            | 5            | 5             |
| 9.      | Данијел Премерл        | ХАШК        | 3           | 15           | 0            | 0             |
| 9.      | Иван Павелић           | Конкордија  | 3           | 4            | 1            | 1             |
| 11.     | Фрањо Гилер            | Грађански   | 2           | 10           | 0            | 3             |
| 11.     | Антун Боначић          | Хајдук      | 2           | 6            | 0            | 1             |
| 11.     | Бранислав Хрњичек      | Југославија | 2           | 2            | 0            | 0             |
| 14.     | Бранко Петровић        | Југославија | 1           | 2            | 0            | 0             |
| 14.     | Љубиша Ђорђевић        | БСК         | 1           | 4            | 0            | 0             |
| 14.     | Лео Лемешић            | Хајдук      | 1           | 1            | 1            | 1             |
| 14.     | Мирко Криж             | ХАШК        | 1           | 2            | 0            | 0             |
| 14.     | Ђорђе Вујадиновић      | БСК         | 1           | 1            | 0            | 0             |
| 14.     | Јанош Хорват           | САНД        | 1           | 1            | 0            | 0             |
| 14.     | Антуна Колнаго Феранте | Соко        | 1           | 1            | 0            | 0             |
| 14.     | Александар Тирнанић    | БСК         | 1           | 1            | 0            | 0             |

### Највише одиграних утакмица 1920 — 1929
| ред. бр | Име                   | Клуб        | Играо 1929. | Укупно играо | Голови 1929 | Укупно голова |
| ------- | --------------------- | ----------- | ----------- | ------------ | ----------- | ------------- |
| 1.      | Милутин Ивковић       | Југославија | 5           | 19           | 0           | 0             |
| 2.      | Данијел Премерл       | ХАШК        | 3           | 15           | 0           | 0             |
| 3.      | Емил Першка           | Грађански   | 0           | 14           | 0           | 2             |
| 3.      | Милорад Арсенијевић   | БСК         | 5           | 14           | 0           | 0             |
| 5.      | Стјепан Врбанчић      | ХАШК        | 0           | 12           | 0           | 0             |
| 5.      | Благоје Марјановић    | БСК         | 5           | 12           | 4           | 7             |
| 5.      | Максимилијан Михалчић | Грађански   | 5           | 12           | 0           | 0             |
| 8.      | Еуген Дасовић         | ХАШК        | 0           | 10           | 0           | 0             |
| 8.      | Фрањо Гилер           | Грађански   | 2           | 10           | 0           | 3             |
| 10.     | Артур Дубравчић       | Конкордија  | 0           | 9            | 0           | 1             |
| 10.     | Рудолф Рупец          | Грађански   | 0           | 9            | 0           | 0             |
| 10.     | Драгутин Фридрих      | ХАШК        | 0           | 9            | 0           | 0             |

### Листа стрелаца 1929
| Пласман | Име                | Клуб       | Играо 1929. | Укупно играо | Голови 1929. | Укупно голова |
| ------- | ------------------ | ---------- | ----------- | ------------ | ------------ | ------------- |
| 1.      | Иван Хитрец        | ХАШК       | 4           | 4            | 5            | 5             |
| 2.      | Благоје Марјановић | БСК        | 5           | 12           | 4            | 7             |
| 3.      | Владимир Лајнерт   | ХАШК       | 4           | 5            | 2            | 2             |
| 4.      | Иван Павелић       | Конкордија | 3           | 4            | 1            | 1             |
| 4.      | Лео Лемешић        | Хајдук     | 1           | 1            | 1            | 1             |

### Листа стрелаца 1920 — 1929
| Пласман | Име                | Клуб        | Играо 1929. | Укупно играо | Голови 1929. | Укупно голова |
| ------- | ------------------ | ----------- | ----------- | ------------ | ------------ | ------------- |
| 1.      | Благоје Марјановић | БСК         | 5           | 12           | 4            | 7             |
| 2.      | Иван Хитрец        | ХАШК        | 4           | 4            | 5            | 5             |
| 3.      | Бранко Зинаја      | ХАШК        | 0           | 6            | 0            | 4             |
| 3.      | Драган Јовановић   | Југославија | 0           | 8            | 0            | 4             |
| 5.      | Владимир Винек     | Конкордија  | 0           | 6            | 0            | 3             |
| 5.      | Славин Циндрић     | Конкордија  | 0           | 5            | 0            | 3             |
| 5.      | Мирко Боначић      | Хајдук      | 0           | 6            | 0            | 3             |
| 5.      | Фрањо Гилер        | Грађански   | 2           | 10           | 0            | 3             |
| 9.      | Душан Петковић     | Југославија | 0           | 8            | 0            | 2             |
| 9.      | Геза Шарас Абрахам | Грађански   | 0           | 2            | 0            | 2             |
| 9.      | Адолф Перцл        | Конкордија  | 0           | 2            | 0            | 2             |
| 9.      | Емил Першка        | Грађански   | 0           | 14           | 0            | 2             |
| 9.      | Драгутин Бабић     | Грађански   | 0           | 8            | 0            | 2             |
| 9.      | Кузман Сотировић   | БСК         | 0           | 3            | 0            | 2             |
| 9.      | Љубо Бенчић        | Хајдук      | 0           | 5            | 0            | 2             |
| 9.      | Владимир Лајнерт   | ХАШК        | 4           | 5            | 2            | 2             |
| 17.     | Артур Дубравчић    | Конкордија  | 0           | 9            | 0            | 1             |
| 17.     | Јован Ружић        | Југославија | 0           | 2            | 0            | 1             |
| 17.     | Јарослав Шифер     | Грађански   | 0           | 6            | 0            | 1             |
| 17.     | Стеван Лубурић     | Југославија | 0           | 4            | 0            | 1             |
| 17.     | Антун Боначић      | Хајдук      | 2           | 6            | 0            | 1             |
| 17.     | Милош Белеслин     | БСК         | 4           | 6            | 0            | 1             |
| 17.     | Лео Лемешић        | Хајдук      | 1           | 1            | 1            | 1             |
| 17.     | Иван Павелић       | Конкордија  | 3           | 4            | 1            | 1             |
|         | Укупно (24)        |             |             |              | 13           | 56            |